# Tilaun Tesfaye
 (août 2025).
Si vous disposez d'ouvrages ou d'articles de référence ou si vous connaissez des sites web de qualité traitant du thème abordé ici, merci de compléter l'article en donnant les références utiles à sa vérifiabilité et en les liant à la section « Notes et références ».
Tilaun Tesfaye est un entraîneur éthiopien de football. 
Il a dirigé la sélection éthiopienne durant une courte période, en 1984. Ce poste a été repris par Mengistu Worku en 1987.